# Parafia Narodzenia Najświętszej Maryi Panny w Kozłowie
Parafia Narodzenia Najświętszej Maryi Panny w Kozłowie – parafia rzymskokatolicka, znajdująca się w diecezji kieleckiej, w dekanacie małogoskim.